# Équipe de Serbie féminine de rugby à XV
L'équipe de Serbie de rugby à XV féminin est une sélection des meilleures joueuses de Serbie pour disputer les principales compétitions internationales ou affronter d'autres équipes nationales en test matchs. Elle a notamment joué le premier match international officiel de rugby à XV féminin en 2007.

## Histoire
L'équipe de Serbie joue son premier match international officiel de rugby à XV féminin en 2007, à Watermael-Boitsfort, face à la Roumanie qui se solde par une large défaite 65 - 0.
L'histoire de l'équipe de Serbie se résume actuellement à une participation en 2007 au Trophée européen féminin organisé par la FIRA.